# Parque nacional de Tarangire
El parque nacional de Tarangire es un espacio protegido en Tanzania y es el sexto más grande  en Tanzania después de Ruaha, Serengueti, Mikumi, Katavi y Mkomazi. El nombre del parque proviene del río Tarangire que cruza por el parque, siendo la única fuente de agua para los animales salvajes durante la estación seca. Durante esta etapa miles de animales migran al parque nacional de Tarangire desde Manyara.
Se encuentra a poca distancia hacia el sureste del lago Manyara y cubre un área de aproximadamente 2850 kilómetros cuadrados. El paisaje y la vegetación es muy variada con una mezcla que no se encuentra en ningún otro lugar en el norte del circuito de safari. El paisaje montañoso está salpicado de un gran número de baobabs, densos arbustos y hierbas altas.

## Imágenes

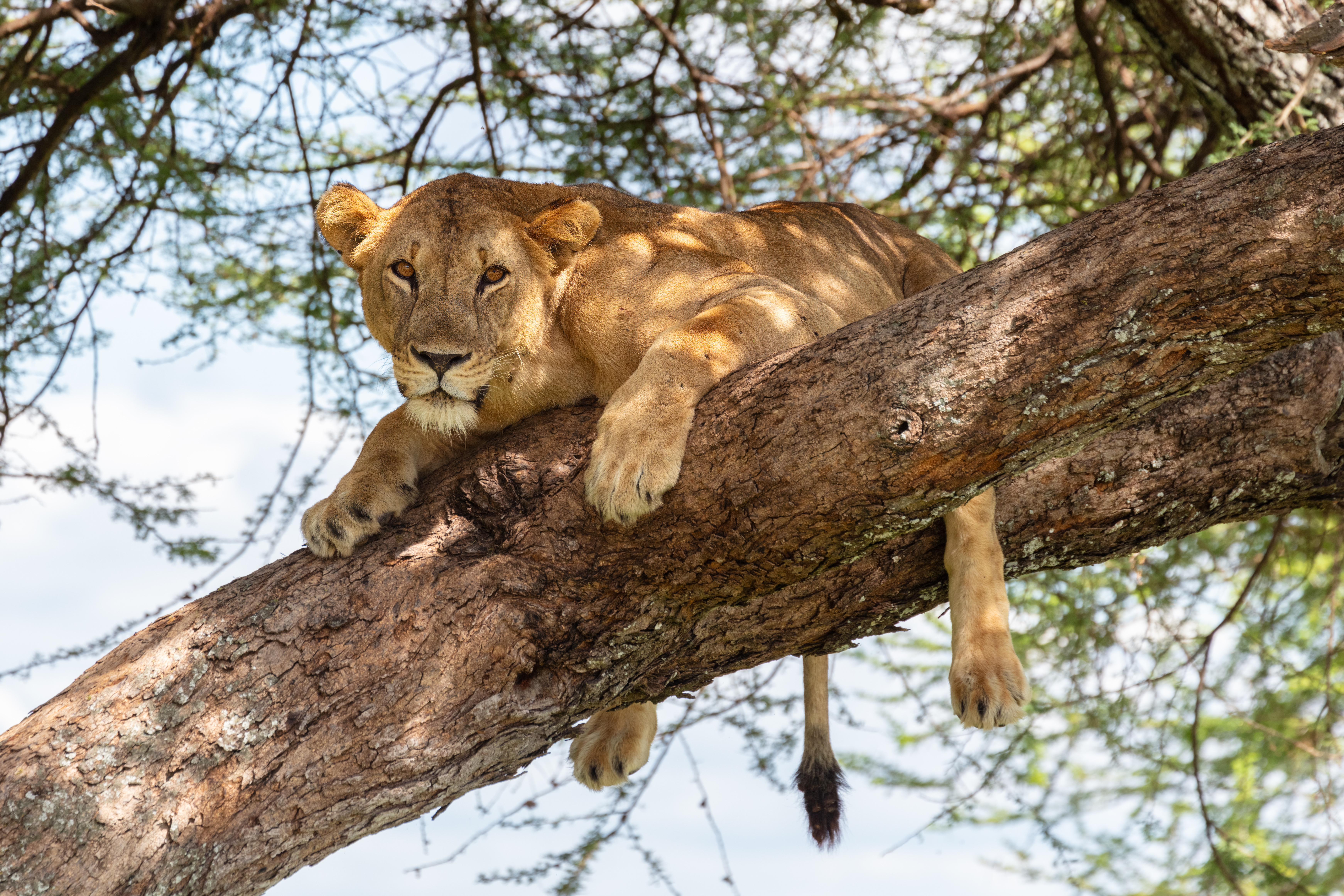
León (Panthera leo).
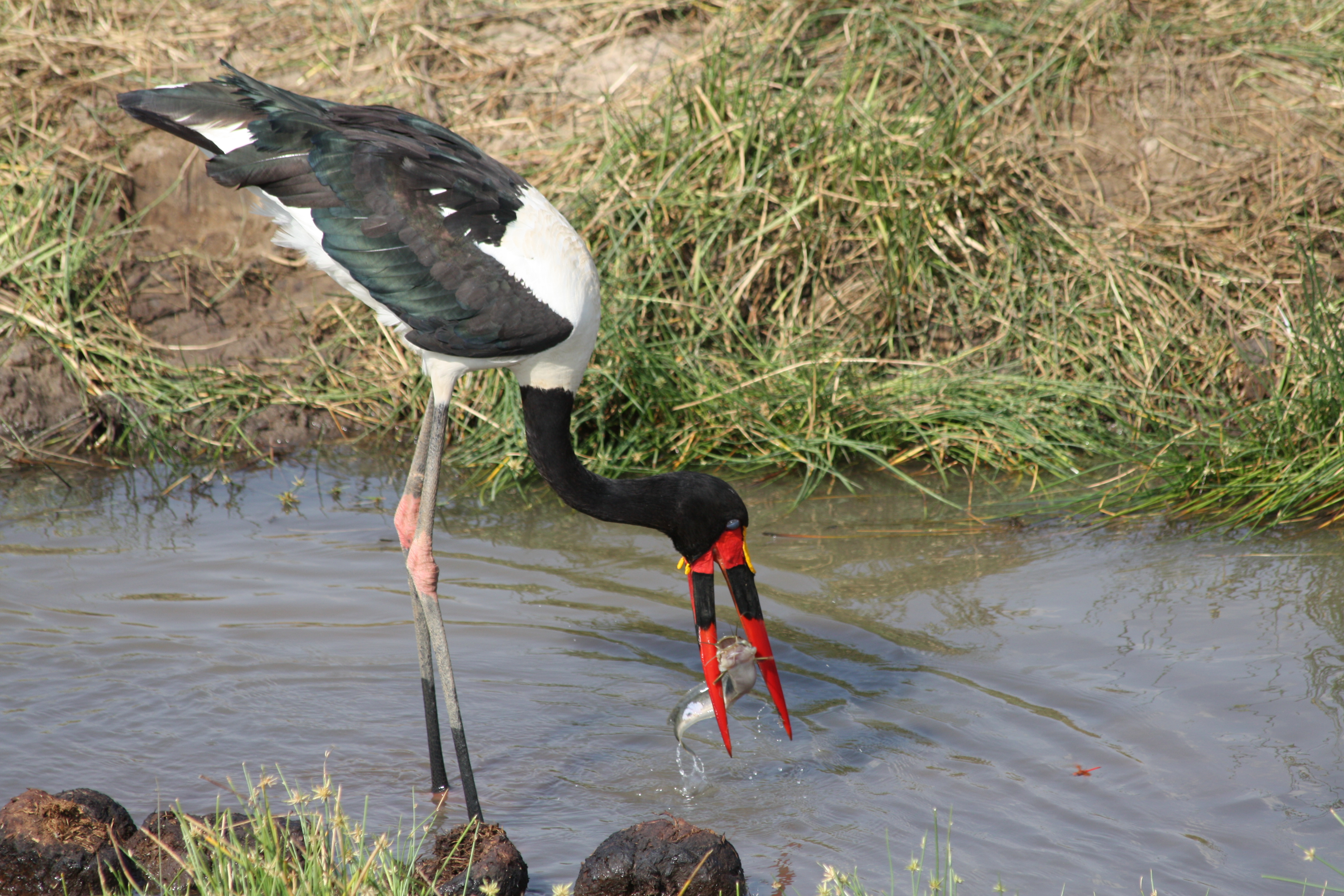
Jabirú africano capturando un pez gato.
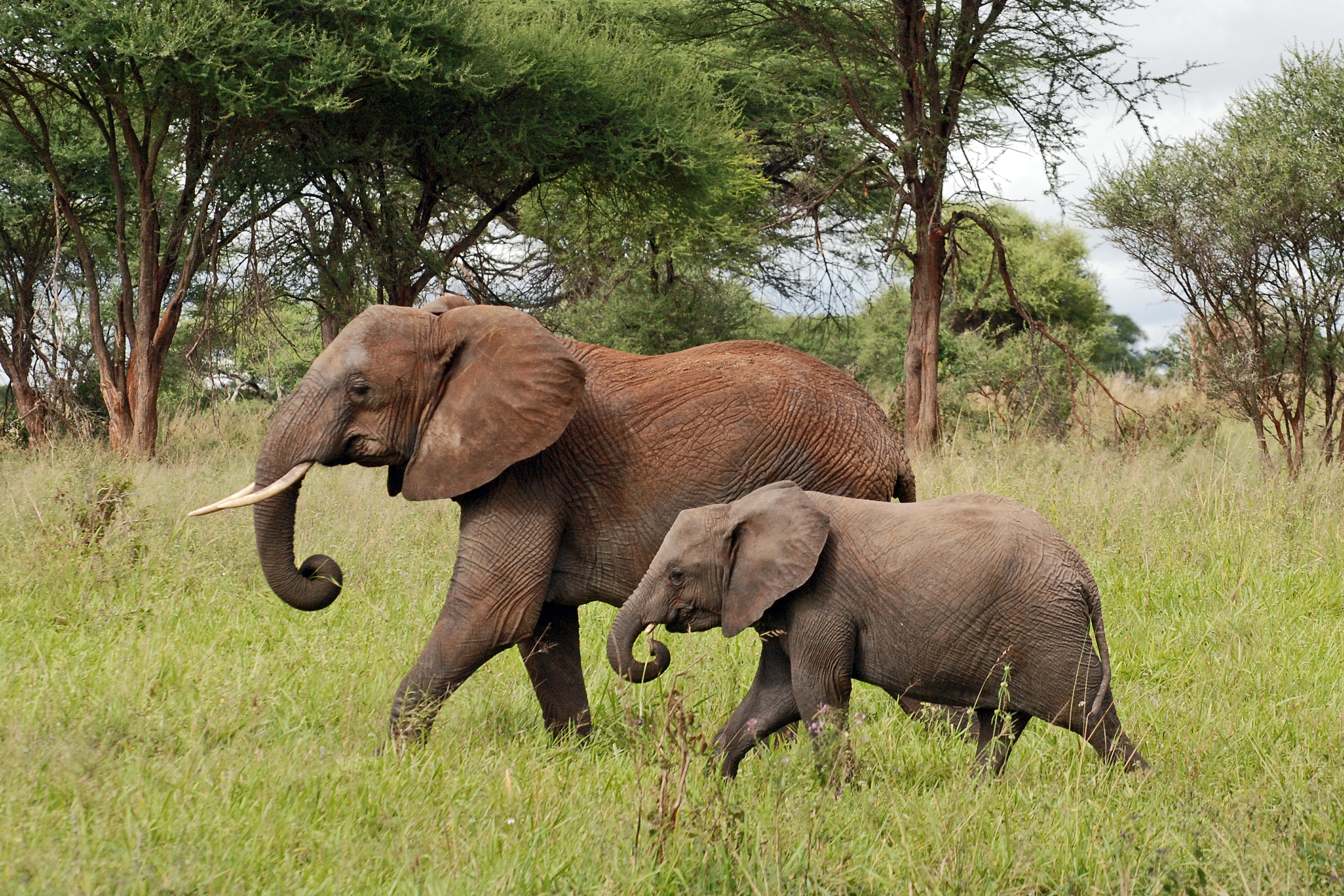
Elefantes.
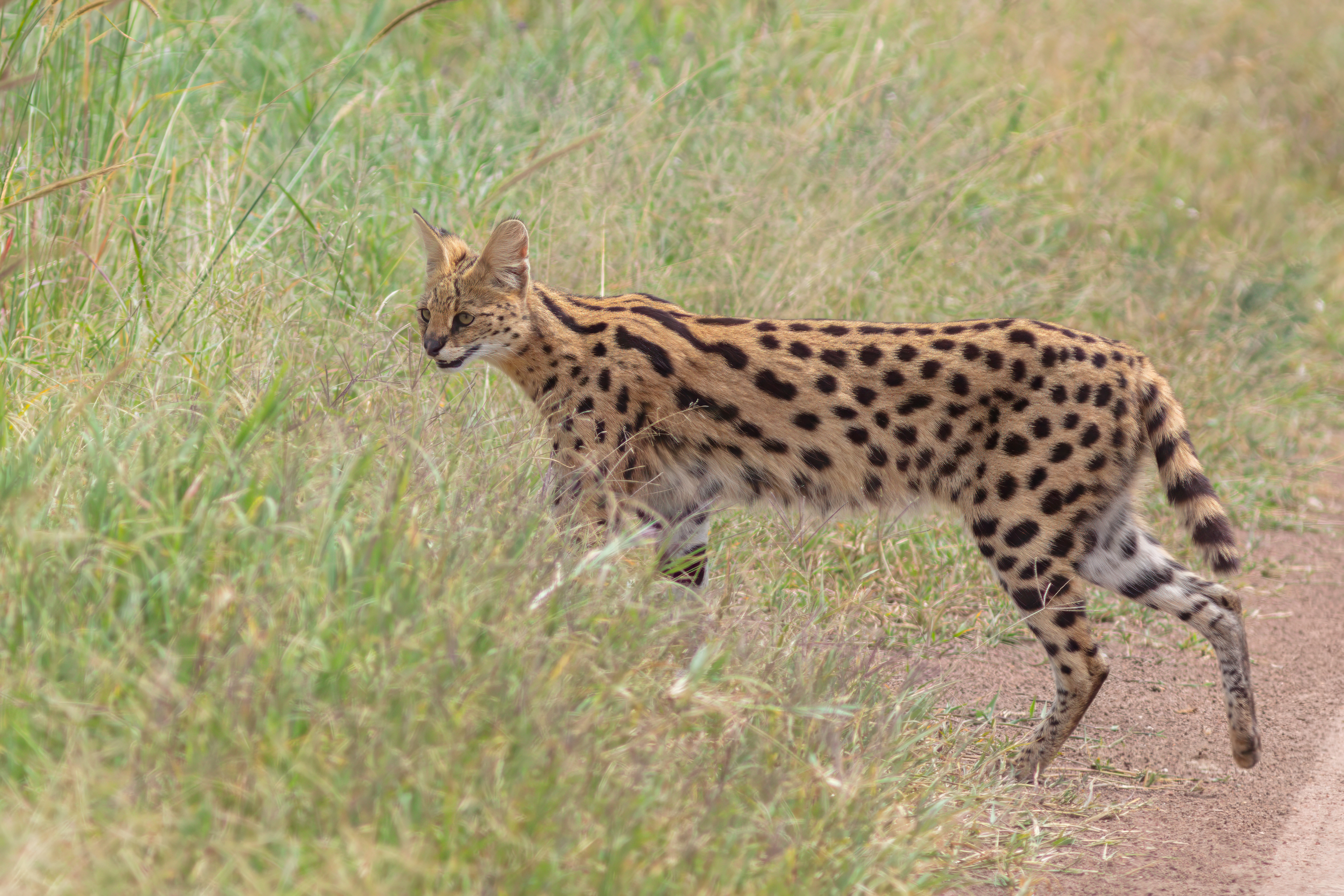
Serval (Leptailurus serval).
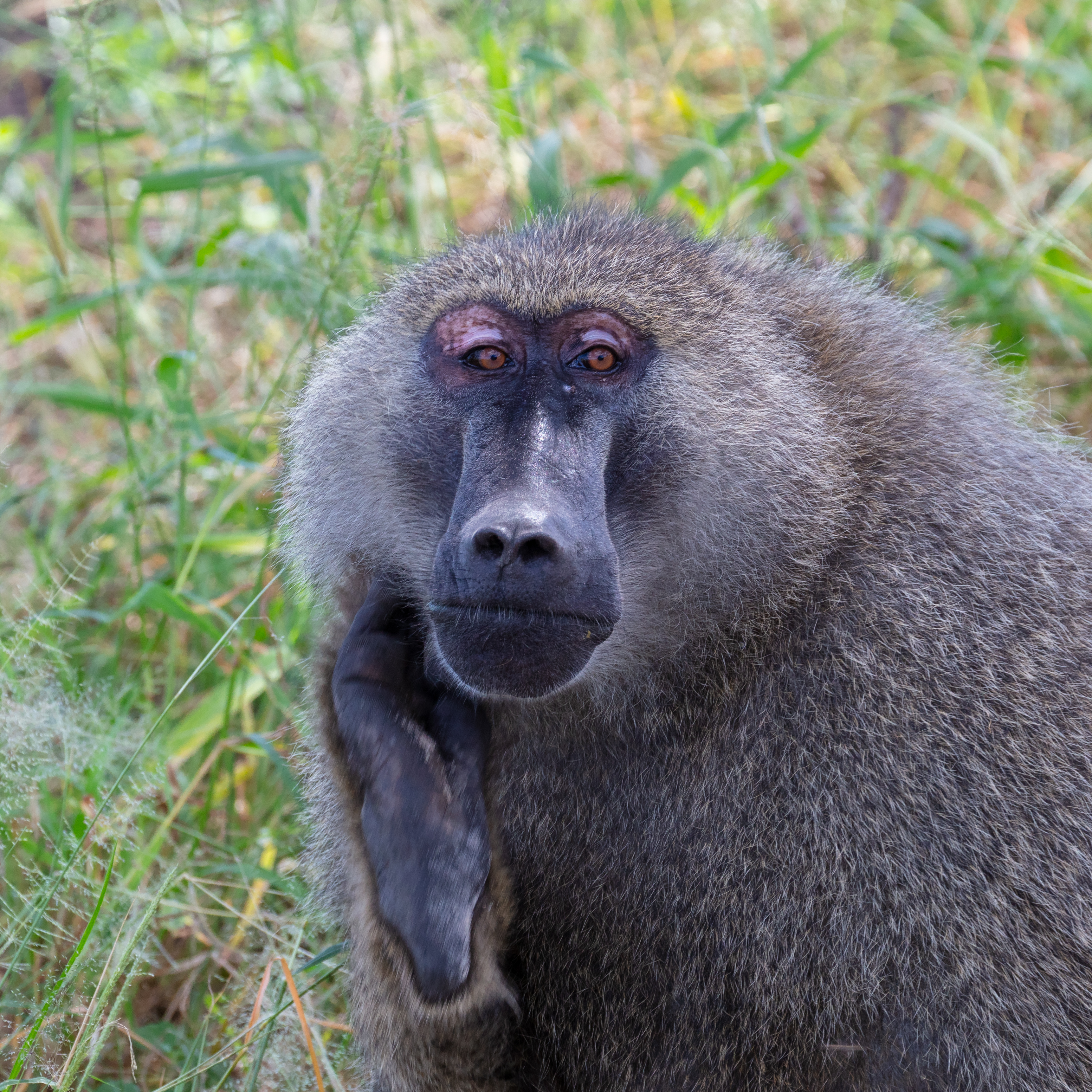
Papión de Anubis (Papio anubis).
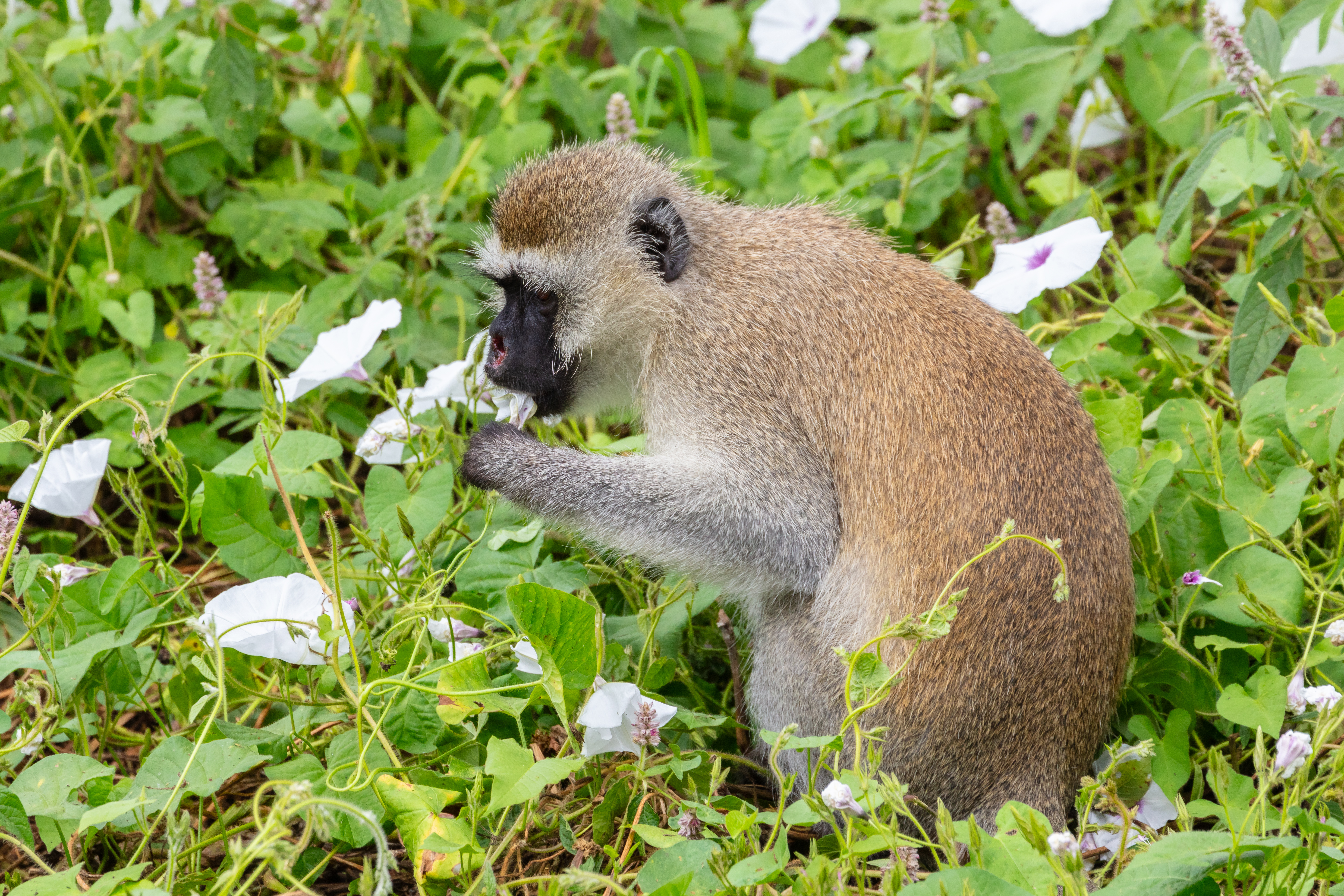
Cercopiteco verde (Chlorocebus pygerythrus).
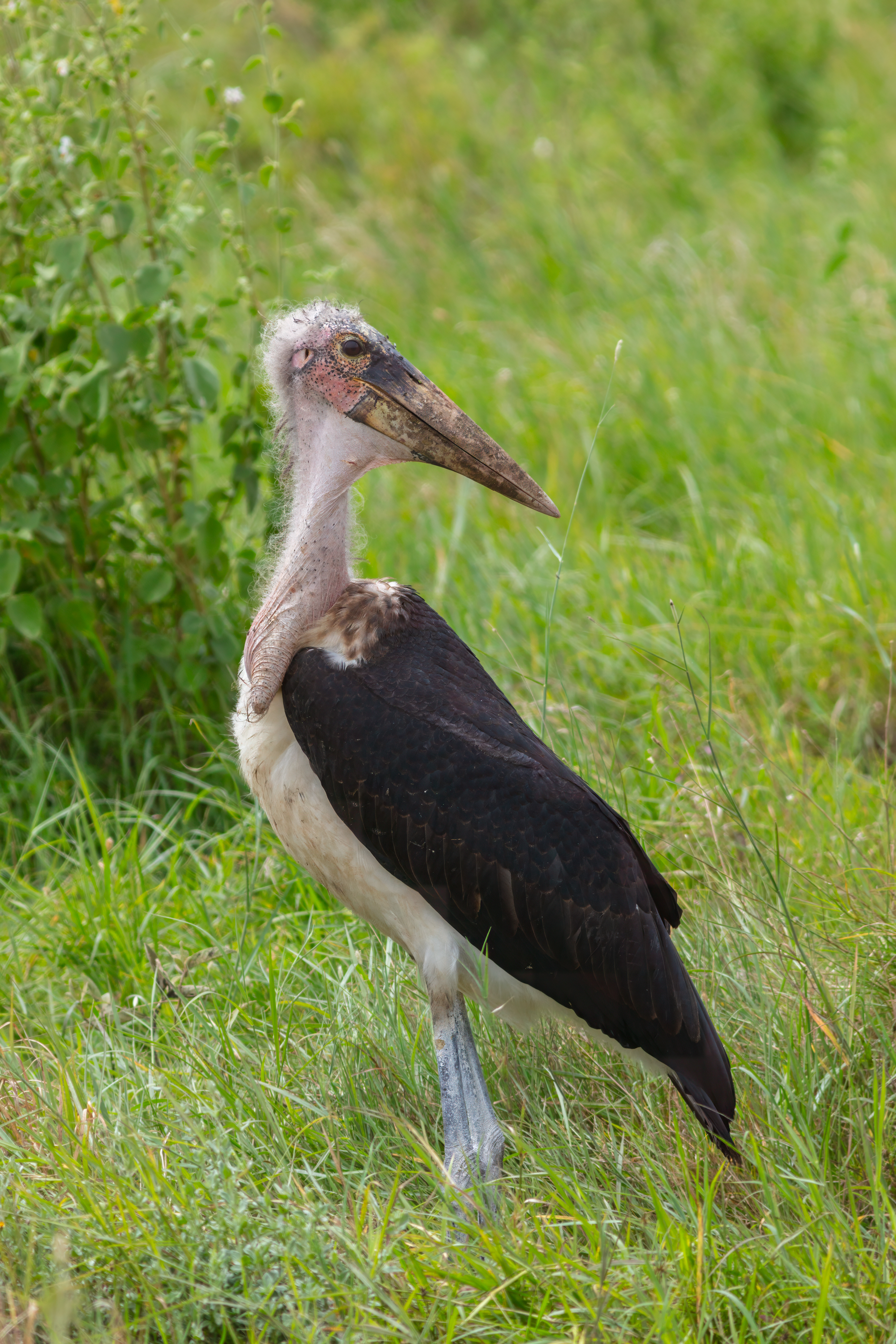
Marabú africano (Leptoptilos crumenifer).
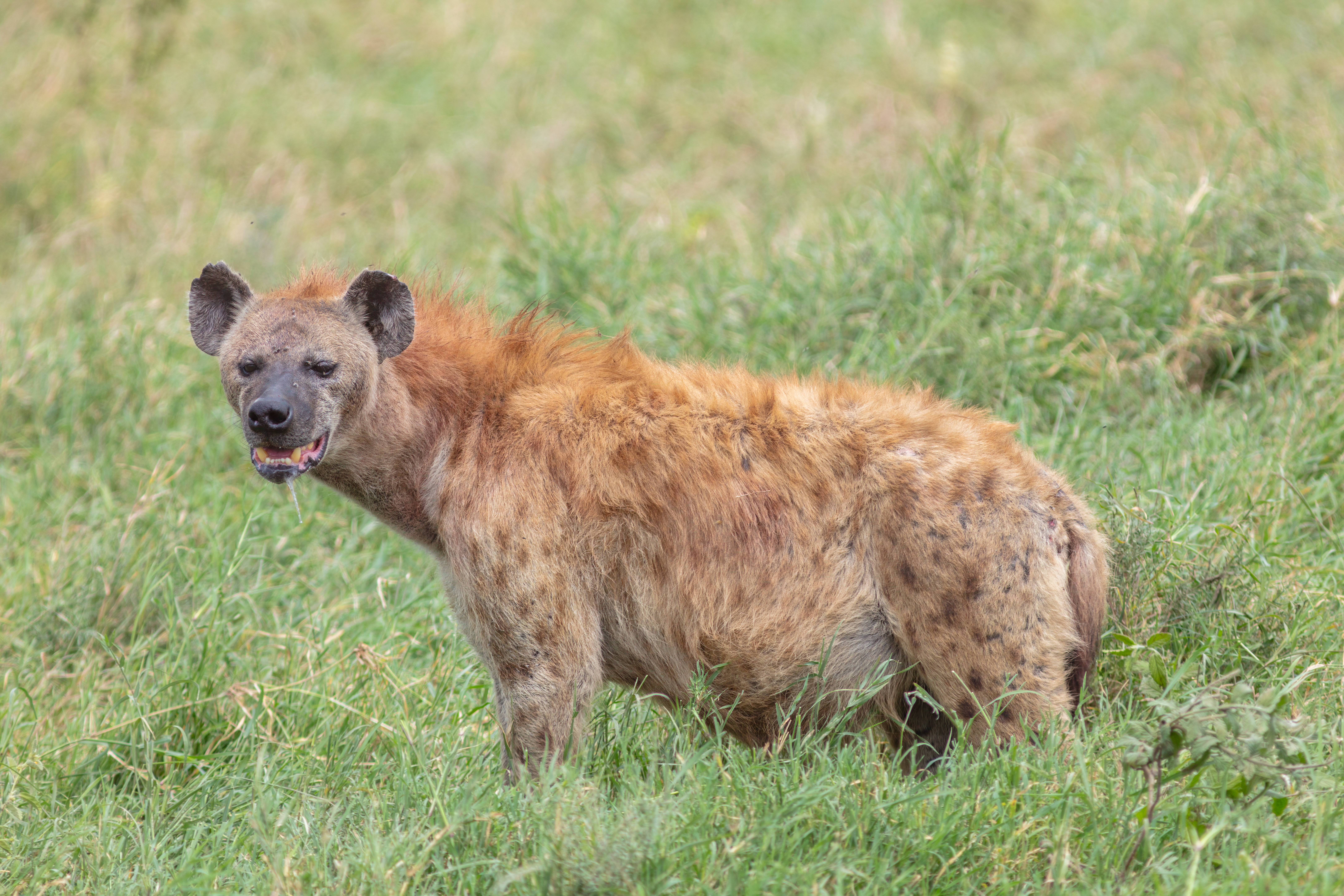
Hiena manchada (Crocuta crocuta).
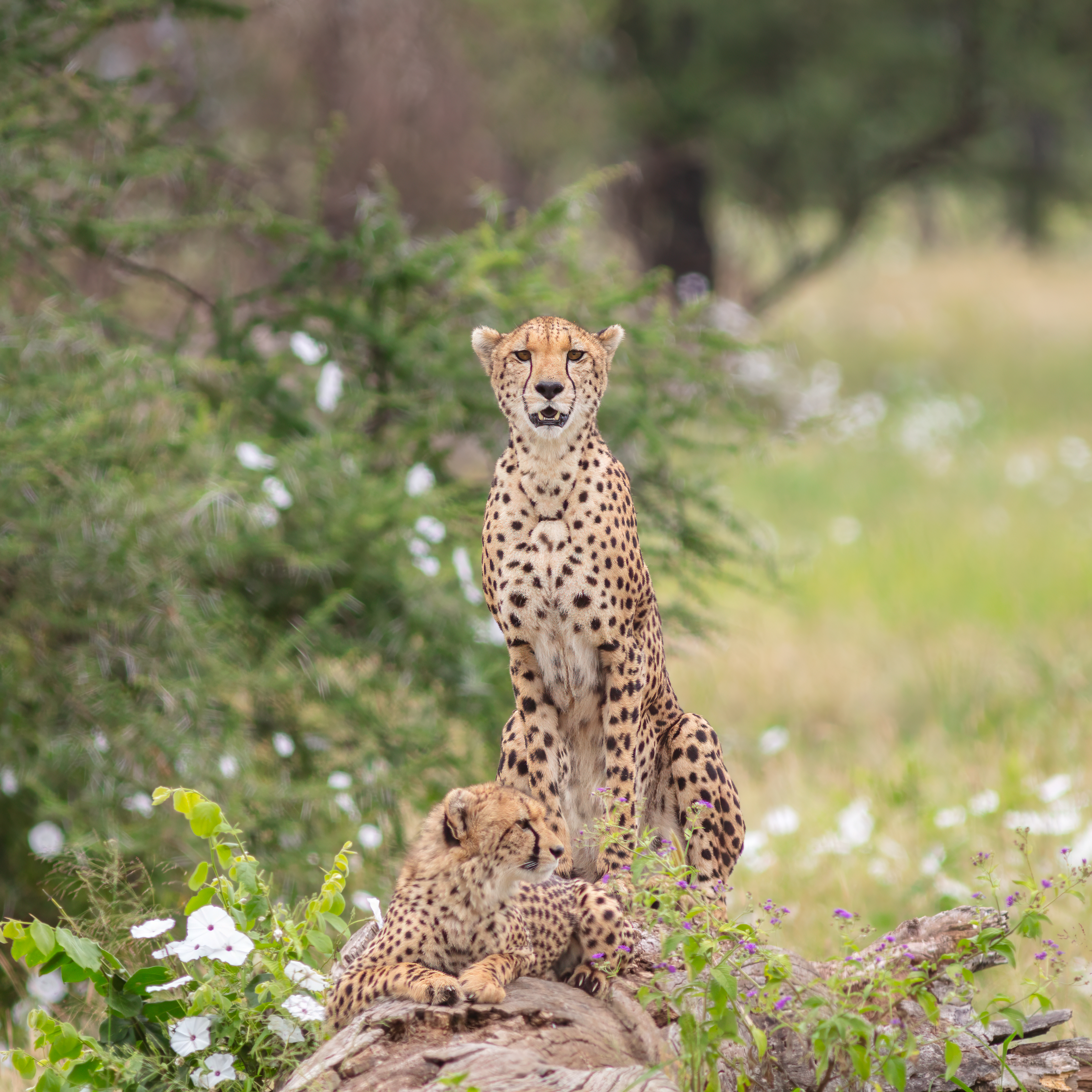
Guepardos (Acinonyx jubatus).
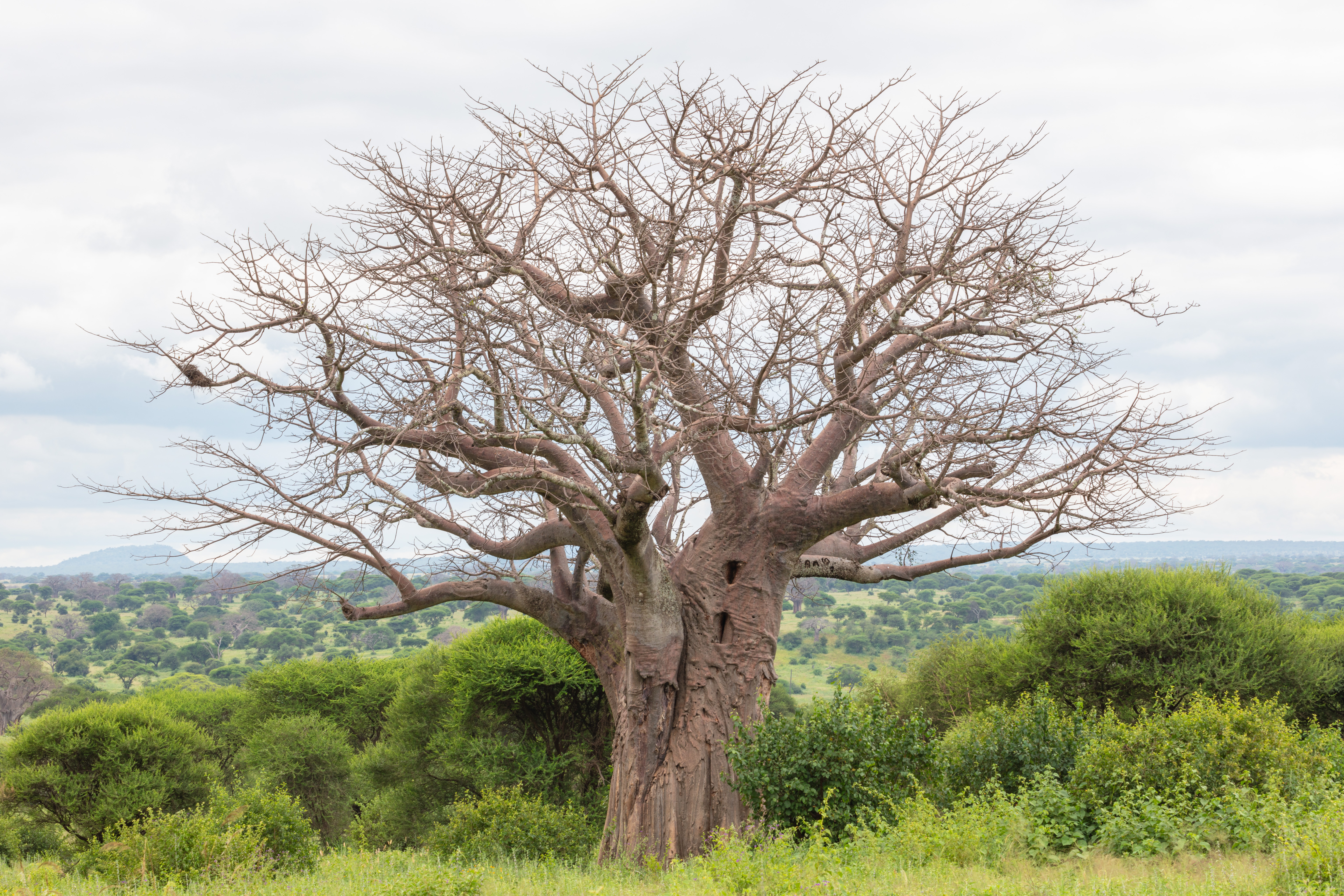
Baobab (Adansonia digitata).